# Gheorghe Sârbu
Gheorghe Sârbu (n. 10 octombrie 1866, Ohaba-Forgaci, Timiș – d. 14 mai 1937, Ohaba-Forgaci, Timiș) a fost un deputat în Marea Adunare Națională de la Alba Iulia, organismul legislativ reprezentativ al „tuturor românilor din Transilvania, Banat și Țara Ungurească”, cel care a adoptat hotărârea privind Unirea Transilvaniei cu România, la 1 decembrie 1918.

## Biografie
Gheorghe Sârbu a fost agricultor. A studiat la școala primară confesională română și a susținut activitatea culturală din comună. A fost respectat pentru hotărârea arătată în apărarea drepturilor sătenilor, în propășirea economică și culturală a comunei. A sprijinit activitatea învățătorului Constantin Mihaiu de întemeiere a corului românesc, cât și acțiunile politice inițiate pentru apărarea învățământului național.

## Activitatea politică
A fost membru al Partidului Național Român. Ca deputat în Marea Adunare Națională din 1 decembrie 1918 s-a prezentat ca delegat supleant al Cercului electoral Nădlac, județul Cenad. În perioada interbelică a activat în Partidul Național Țărănesc 